# Tricholathys relicta
Tricholathys relicta là một loài nhện trong họ Dictynidae.
Loài này thuộc chi Tricholathys. Tricholathys relicta được miêu tả năm 2001 bởi Ovtchinnikov.